# Messier 80
Messier 80 sau M80 este un roi de stele globular situat în Constelația Scorpionul. A fost descoperit în anul 1781 de astronomul Charles Messier care l-a trecut în catalogul său.

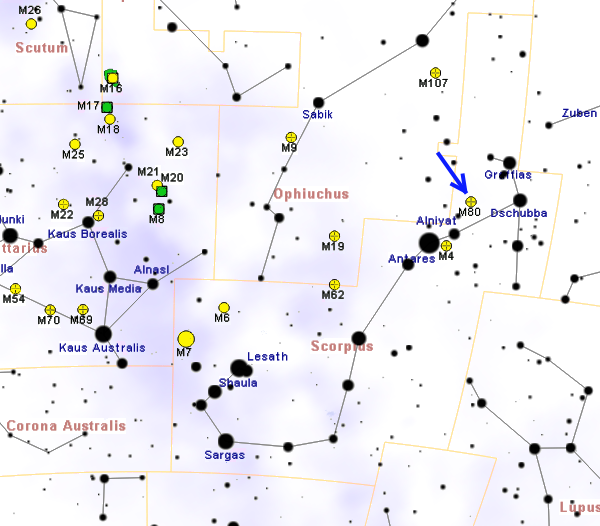
Hartă a Constelației Scorpionul, cu precizarea locului roiului Messier 80.

## Caracteristici
M80 este un roi globular cu magnitudinea 8. Vizual, se aseamănă cu o cometă. Diametrul său unghiular este de 9 minute de arc.
Acest roi stelar conține mai multe sute de mii de stele, menținute de forțele de gravitație. Este unul dintre cele mai dense roiuri de stele din Calea nostră Lactee. M80 este una dintre descoperirile personale ale lui Charles Messier pe care le-a catalogat cu mențiunea „Nebuloasă fără stele, [...] și se aseamănă cu un nucleu al unei mici comete”. William Herschel  a fost primul care a reușit să discearnă stele (înainte de 1785), și să-l descrie  ca fiind „unul dintre cele mai bogate  și mai dense roiuri de mici stele de care mi-amintesc că le-am văzut”.

### Cărți
- Cambridge University Press, ed. (1998). Deep Sky Companions: The Messier Objects (în engleză). ISBN 0-521-55332-6. Parametru necunoscut |name= ignorat (ajutor); Parametru necunoscut |first name= ignorat (ajutor)

### Hărți cerești
- Toshimi Taki (2005). „Taki's 8.5 Magnitude Star Atlas”. - Atlas ceresc descărcabil liber în format PDF.
- Tirion, Rappaport, Lovi (1987).  Willmann-Bell, inc., ed. Uranometria 2000.0 - Volume II - The Southern Hemisphere to +6°. ISBN 0-943396-15-8. Parametru necunoscut |city= ignorat (ajutor)
- Tirion, Sinnott (1998).  Cambridge University Press, ed. Sky Atlas 2000.0 - Second Edition. ISBN 0-933346-90-5. Parametru necunoscut |city= ignorat (ajutor)
- Tirion (2001).  Cambridge University Press, ed. The Cambridge Star Atlas 2000.0. ISBN 0-521-80084-6. Parametru necunoscut |city= ignorat (ajutor); Parametru necunoscut |ed= ignorat (ajutor)